# Cuhon
Cuhon és un municipi francès situat al departament de la Viena i a la regió de la Nova Aquitània. L'any 2007 tenia 360 habitants.

## Demografia

### Població
El 2007 la població de fet de Cuhon era de 360 persones. Hi havia 148 famílies de les quals 37 eren unipersonals (11 homes vivint sols i 26 dones vivint soles), 48 parelles sense fills, 52 parelles amb fills i 11 famílies monoparentals amb fills.
La població ha evolucionat segons el següent gràfic:
Habitants censats

### Habitatges
El 2007 hi havia 165 habitatges, 149 eren l'habitatge principal de la família, 4 eren segones residències i 12 estaven desocupats. 159 eren cases i 4 eren apartaments. Dels 149 habitatges principals, 125 estaven ocupats pels seus propietaris, 19 estaven llogats i ocupats pels llogaters i 6 estaven cedits a títol gratuït; 13 tenien dues cambres, 21 en tenien tres, 29 en tenien quatre i 86 en tenien cinc o més. 113 habitatges disposaven pel capbaix d'una plaça de pàrquing. A 61 habitatges hi havia un automòbil i a 76 n'hi havia dos o més.

### Piràmide de població
La piràmide de població per edats i sexe el 2009 era:
| Homes | Edats   | Dones |
| ----- | ------- | ----- |
| 0     | 95 o +  | 0     |
| 0     | 90 a 94 | 4     |
| 0     | 85 a 89 | 4     |
| 4     | 80 a 84 | 0     |
| 12    | 75 a 79 | 4     |
| 12    | 70 a 74 | 20    |
| 4     | 65 a 69 | 20    |
| 8     | 60 a 64 | 0     |
| 8     | 55 a 59 | 4     |
| 4     | 50 a 54 | 12    |
| 12    | 45 a 49 | 8     |
| 16    | 40 a 44 | 16    |
| 4     | 35 a 39 | 20    |
| 24    | 30 a 34 | 12    |
| 12    | 25 a 29 | 12    |
| 12    | 20 a 24 | 4     |
| 16    | 15 a 19 | 12    |
| 4     | 10 a 14 | 4     |
| 8     | 5 a 9   | 16    |
| 4     | 0 a 4   | 8     |

## Economia
El 2007 la població en edat de treballar era de 221 persones, 178 eren actives i 43 eren inactives. De les 178 persones actives 157 estaven ocupades (86 homes i 71 dones) i 21 estaven aturades (10 homes i 11 dones). De les 43 persones inactives 15 estaven jubilades, 11 estaven estudiant i 17 estaven classificades com a «altres inactius».

### Ingressos
El 2009 a Cuhon hi havia 156 unitats fiscals que integraven 380,5 persones, la mediana anual d'ingressos fiscals per persona era de 16.951 €.

### Activitats econòmiques
Dels 13 establiments que hi havia el 2007, 1 era d'una empresa de fabricació d'altres productes industrials, 3 d'empreses de construcció, 3 d'empreses de comerç i reparació d'automòbils, 1 d'una empresa financera, 1 d'una empresa immobiliària i 4 d'empreses de serveis.
Dels 5 establiments de servei als particulars que hi havia el 2009, 2 eren tallers de reparació d'automòbils i de material agrícola, 2 paletes i 1 empresa de construcció.
L'any 2000 a Cuhon hi havia 27 explotacions agrícoles que ocupaven un total de 1.818 hectàrees.

## Equipaments sanitaris i escolars
El 2009 hi havia una escola elemental integrada dins d'un grup escolar amb les comunes properes formant una escola dispersa.

## Poblacions més properes
El següent diagrama mostra les poblacions més properes.